# Gloria López
Gloria López (ur. 19 listopada 1965) – kolumbijska strzelczyni, olimpijka.
Uczestniczka Letnich Igrzysk Olimpijskich 1984, na których zajęła 30. miejsce w karabinie pneumatycznym z 10 m (udział wzięły 33 zawodniczki).

## Wyniki

### Igrzyska olimpijskie
| Igrzyska         | Konkurencja                | Wynik                  | Miejsce | Źródło |
| ---------------- | -------------------------- | ---------------------- | ------- | ------ |
| Los Angeles 1984 | Karabin pneumatyczny, 10 m | 370 pkt. (90–94–93–93) | 30      | [ 1 ]  |